# Efecto especial manual
Un efecto especial manual o efecto práctico es un tipo de efecto especial  creado de manera física o artesanal, sin utilizar imágenes generadas por ordenador ni ninguna otra técnica de postproducción. A menudo se utiliza la expresión "efecto especial" como sinónimo de "efecto práctico", como idea opuesta a "efectos visuales", que son aquellos efectos especiales creados dentro de la postproducción a partir de la modificación de imágenes o del CGI  (Imagen generada por ordenador).